# I Trilli
I Trilli sono stati un duo musicale genovese nato nel 1973 e scioltosi nel 1997. I componenti erano Giuseppe Deliperi, detto "Pucci" (Genova, 17 novembre 1941 - Genova, 25 agosto 1997), e Giuseppe Zullo, detto "Pippo" (Genova, 20 novembre 1948 - Genova, 23 maggio 2007).
Il loro repertorio spaziava dalle canzoni classiche in lingua ligure a composizioni di spirito umoristico. Il gruppo partecipò al Festival di Sanremo 1984 con Pomeriggio a Marrakech, canzone in italiano composta dal duo che non raggiunse la serata finale. Non è stato però l'unico brano nella lingua nazionale di Pippo e Pucci: già nel 1982 avevano inciso un album interamente in italiano che alternava cover di famose canzoni degli anni trenta, cinquanta e sessanta ad alcuni inediti. Altri brani originali in lingua furono Per andare via (pubblicato negli anni settanta) e il singolo Canzone in mi+ (negli anni ottanta). Deliperi è morto nel 1997, provocando lo scioglimento del duo, mentre Zullo è morto nel 2007.
Nel 2009 Vladimiro Zullo (figlio di Giuseppe) e Francesco Zino hanno rifondato i Trilli incidendo gli album E la storia continua.... e, nel 2010, Olidin olidena. Dal 2013 Vladimiro porta avanti il nome dei Trilli coadiuvato da Fabio Milanese, con cui nello stesso anno pubblica In famiggia. Dal 2014 Vladi, soprannome di Zullo, intraprende, con la collaborazione di nuovi musicisti, la carriera da solista. Il suo ultimo lavoro discografico è O Settebello, uscito nel 2016.

## La storia dei Trilli
Il duo nasce dal sodalizio artistico-musicale formato da Pippo e Pucci. Pippo, soprannome di Giuseppe Zullo, dopo esperienze artistiche in diversi gruppi musicali e teatrali, nel 1973 insieme a Pucci, soprannome di Giuseppe Deliperi, dà origine a quello che sarebbe diventato il gruppo folk musicale ligure più popolare dei tempi moderni, con il record assoluto di vendite di dischi nell'ambito della canzone dialettale genovese. Nel creare l'unione fra i due ci mise lo zampino un giovane e lungimirante cantante: Michele Maisano, in arte Michele, che ne divenne anche il produttore discografico assieme a Giorgio D'Adamo dei New Trolls.
In quello stesso anno esce il primo album, Canti de casa mae, prodotto da Gianni De Scalzi, padre dei celebri Vittorio e Aldo dei New Trolls. Nel disco sono reinterpretati alcuni dei brani più conosciuti della tradizione genovese quali Quarto a-o ma, Maddonnin-a di pescoei, Foxe de Zena e Piccon, dagghe cianin!. Trilli-trilli, composto dal duo, diventa un inno cantato e fischiettato durante le feste e anche allo stadio, nelle gradinate di Genoa e Sampdoria.
Nel 1974 esce l'album O trillallero. Pippo e Pucci propongono pezzi di immediata simpatia quali L'ultimo tango e A l'ëa unn-a figgetta, ma anche di nostalgia come Canson da Cheullia, Ma se ghe penso... e Sensa moae. A partire dal dicembre del 1976 viene distribuito Vico drito Pontexello, in cui si possono ascoltare canzoni dalla suggestiva atmosfera nostalgica come Boccadaze, melanconica come Chitara zeneize, o drammatica come il brano che dà il titolo al 33 giri, e altre ridanciane e boccaccesche come Olidin olidena, classica canzone da osteria. Nel 1977 è la volta di Tra ûn gotto e l'ätro, registrato dal vivo nelle osterie del centro storico di Genova.
Dopo due LP che portano la firma del solo Pucci (Oh che bei tempi e Acontentase), del 1982 è il loro primo album interamente in italiano. Arrangiato da Gian Piero Reverberi, include una serie di cover tra cui Il ballo di Simone, Marina e L'edera e alcuni pezzi nuovi come Siciliana e Brinderò; disco rieditato l'anno seguente, per il mercato tedesco, col titolo di Marina dalla Activ special e con le tracce disposte in ordine parzialmente diverso. Nel 1984 con la canzone Pomeriggio a Marrakech partecipano al Festival di Sanremo nella categoria delle nuove proposte; edizione che vide trionfare, in tale sezione, Eros Ramazzotti con Terra promessa. Ne seguì il successo nazionale, con apparizioni nelle principali emittenti televisive e partecipazioni a programmi radiofonici, e con un tour in tutta Italia. In realtà, l'esordio televisivo dei Trilli risale a ben prima della partecipazione al Festival, intorno alla metà degli anni settanta nella trasmissione della Rai Canto popolare.
Nel 1985 alcune divergenze artistiche portano Pucci e Pippo a separarsi. Pippo si dedica alla realizzazione di brani per altri cantanti e a varie collaborazioni artistiche.
Nel 1997 i Trilli decidono di riunirsi, ma il 25 agosto, Pucci muore a causa di una peritonite, a 55 anni. Da solo, Pippo decide di riprendere in mano la conduzione dei Trilli portando avanti la ricerca della musica e della tradizione ligure. Partecipa per diversi anni alla trasmissione Ci tengo a dirlo in musica condotta da Franca Brignola su Telegenova. Nel 2001 presenta al porto antico di Genova un nuovo cd dal titolo Canta de lö, dedicato a Pucci e all'amico Fabrizio De André, in cui alterna brani inediti in lingua italiana a canzoni nel puro spirito della musica popolare genovese.
Nel 2007 la musica di Pippo sembra poter sconfinare verso il Giappone tramite la conoscenza della pop star nipponica Zard e dell'amica cantante lirica Megumi Akanuma. Un'altra importante partecipazione è alle porte, destinazione il Sud America come ospite del famoso Festival di Viña del Mar, in Cile. Pochi giorni dopo un concerto da tutto esaurito a Novi Ligure, il 20 gennaio 2007, arrivano i primi sintomi di una malattia che preclude ogni possibile sviluppo. L'ultima esibizione pubblica risale al 18 febbraio in via del Campo, presso lo storico museo musicale, per ricordare Fabrizio De André. Tra i presenti anche don Andrea Gallo, altro storico amico della famiglia Zullo. Il 23 maggio 2007 muore Pippo, a 58 anni

## La rifondazione dei Trilli con Vladi, figlio di Pippo
Dopo la prematura scomparsa del duo, nel 2009 Vladi riprende il progetto musicale.
Vladimiro Zullo in arte Vladi, figlio di Pippo, fin dai primi anni vive a contatto con la musica e gli amici di famiglia che gravitano nel mondo artistico.
Fra le sue collaborazioni artistiche Vladi ha cantato con tutti i maggiori esponenti della musica dialettale genovese, tra cui Franca Lai, Matteo Merli, Piero Parodi, Buio Pesto, I Liguriani e Roberta Alloisio, più recentemente con le nuove proposte I Mandillà, Mike fC, I Demueluin.
Ha inoltre condiviso il palco in alcune manifestazioni con: Gino Paoli, Cristiano De André, Antonella Ruggiero, Ron, Max Pezzali, Oscar Prudente, i Delirium, Jerry Calà, Angela dei Ricchi e Poveri, Beppe Grillo e molti altri.
I Trilli in questi dieci anni del rinnovato percorso contano attualmente oltre 300 apparizioni tra concerti e partecipazioni a vario titolo.
Svariate anche le serate di beneficenza a favore di alcune associazioni fra le quali ricordiamo: l'Ospedale Giannina Gaslini, Abeo, Gigi Ghirotti, Comunità di San Benedetto di Don Andrea Gallo, Comitato Ponte Morandi, Music For Peace (nove edizioni) e molte altre .
Quattro i videoclip realizzati: “O Settebello”, “Aegoa”, “Belin Belan” e “Coae de Cantà” con Mike fC, tutti fra il 2016 e il 2017. Una partecipazione cinematografica nel film “Capitan Basilico” dei Buio Pesto.
Il 4 ottobre 2008 presso il Vaillant Palace di Genova Fiumara Vladi organizza e si esibisce nel primo memorial dedicato al padre a cui partecipano molti big della canzone genovese fra cui il fondatore dei Trilli Michele Maisano, Gino Paoli, Vittorio De Scalzi, Beppe Grillo, il Gabibbo di Striscia La Notizia  molti altri.
Il 18 luglio 2008 si esibisce per festeggiare gli 80 anni di Don Andrea Gallo presso l'Arena del Mare accompagnato dal musicista Marco Zoccheddu. Fra gli ospiti quella sera figurano Gaetano Curreri degli Stadio e Piero Pelù.
Il 14 marzo 2009 all'Expò di Savona, presentati da Don Gallo, avviene il battesimo ufficiale del rifondato gruppo dei Trilli con Vladi affiancato per l'occasione da Francesco Zino e da altri cinque musicisti e tre ballerine. Questo sodalizio artistico durerà fino al 2012 e includerà una trentina di concerti, l'incisione di due dischi per la Fonola di Milano: “E la storia continua” con la prefazione di Don Andrea Gallo, e “Olidin Olidena” quest' ultimo con la partecipazione dei Buio Pesto, Piero Parodi, Enrico Bianchi e del cantautore sardo Piero Marras. 
Nel luglio dello stesso anno per l'etichetta discografica Neverland Records esce il nuovo disco dei Trilli “O Settebello” con la prefazione del Prof. Franco Bampi e le collaborazioni musicali dei Buio Pesto, Carlo Denei, Daniele Raco, Andrea Di Marco e Mike fC.
Nelle stagioni invernali del 2017 e 2018, per la regia di Lazzaro Calcagno, Vladi, coadiuvato da tre dei suoi musicisti, porta in teatro lo spettacolo dedicato alla storia del gruppo “I Trilli: una storia genovese”. Scritto da lui personalmente insieme al regista.
Il 30 maggio 2018 i Trilli si esibiscono con il brano Trilli Trilli allo Stadio Luigi Ferraris di Genova nel pre-partita della manifestazione “La Partita del Cuore”, con oltre 27 000 presenze.
A dicembre 2018 esce il cd della Sampdoria “Solo per te” all’interno del quale Vladi canta in due brani, “Solo per te” e “Noi dei Sampdoria Clubs”.
L'8 febbraio 2020, durante un concerto di Fabio Concato presso il Teatro Rina e Gilberto Govi di Genova, duettano con questo interpretando Ma se ghe penso, storica canzone in lingua genovese del 1925.
Nel 2021 Vladi scrive il libro I Trilli: il cuore di Genova per Erga Edizioni, che racconta la storia artistica e privata dello storico duo fino ad arrivare al progetto attuale con aneddoti, storie di vita e più di 80 testimonianze. Allegata al libro la doppia antologia musicale che contiene tutti i maggiori successi dei Trilli di ieri e di oggi.
Nel 2022 cura la direzione artistica del Circolo Arci Artisi di Savona dove organizza oltre trenta eventi.
Nell'agosto 2022 prima della partita di calcio fra Sampdoria e Atalanta, Vladi partecipa alla commemorazione musicale in ricordo di Vittorio De Scalzi cantando Lettera da Amsterdam, inno blucerchiato scritto dallo stesso Vittorio insieme al fratello Aldo e contenuto nel CD dedicato alla squadra pubblicato nel 1991, anno in cui la Samp vinse lo scudetto.
Nel 2022 esce il nuovo spettacolo teatrale scritto da Vladi Tra un gotto e l'atro.

## Discografia

### Formazione originale: Pippo & Pucci

#### Album
- 1973 – Canti de casa mae ~ 33 giri - mc - stereo 8
- 1973 – Le più belle genovesi! ~ 33 giri - mc
- 1974 - O trillallero ~ 33 giri - mc
- 1976 - Zena nostra - 1ª raccolta ~ 33 giri - mc
- 1976 - Zena nostra - 2ª raccolta ~ 33 giri - mc
- 1976 - Vico drito Pontexello ~ 33 giri - mc
- 1977 - Tra un gotto e l'atro (live) ~ 33 giri - mc
- 1978 - Oh che bei tempi (solo Pucci) ~ 33 giri - mc
- 1979 - Le canzoni melodiche dei Trilli ~ mc
- 1980 -  I grandi del folk ligure vol. 1 - Dieci anni di successi 1970/1980 ~ 33 giri - mc
- 1981 - Acõntentâse (solo Pucci) ~ 33 giri - mc
- 1982 - I Trilli ~ 33 giri - mc
- 1983 - Marina ~ 33 giri - mc
- 1983 - Il meglio dei Trilli ~ 33 giri - mc
- 1989 - America ~ mc
- 1995 - Sun scioccu... ma miga abelinòu! (solo Pucci) ~ cd - mc
- 1996 - I grandi successi (solo Pucci) ~ cd
- 1997 - Genova (live) (solo Pucci) ~ cd
- 2000 - Antologia n° 1 ~ cd
- 2001 - Canta de lö (solo Pippo) ~ cd

#### 45 giri
- 1970 - Fuxe de Zena / Matrimonio a sorpresa (solo Pucci)
- 1973 - Piccon, dagghe cianin / Trilli-trilli
- 1973 - Trilli Trilli (versione jukebox)
- 1973 - O ricordo  / Saluta Zena
- 1975 - A l'ea unn-a figetta / Sensa moae
- 1975 - Ma se ghe penso / Canson de Natale
- 1975 - L'ultimo tango / Schitta pescio
- 1976 - O trillallero  / O gatto e o ratto
- 1976 - Vola colomba / Il soldino
- 1976 - Che tempi, figgieu! / Zena
- 1977 - Olidin olidena / Chitara zeneize
- 1977 - Vico drito Pontexello / Noiatri do Braxil
- 1977 - Per andare via / Ragazze d'oggi
- 1978 - Opera prima / Moae te sempre ti (solo Pucci)
- 1978 - Ma ti volevo bene / Tanto grande (Pucci con Loredana Perasso)
- 1978 - Oh che bei tempi / Gazza ladra (solo Pucci)
- 1979 - Il cagnaccio / America (solo Pucci)
- 1979 - Punk sckif parei 1ª parte / Punk sckif parei 2ª parte (solo Pucci)
- 1984 - Pomeriggio a Marrakech / Lindbergh
- 1984 - Canzone in mi+ /  L'allodola

### Videografia
- 1990 -  Zena a canta (solo Pucci) ~ vhs

### Nuova formazione: Vladimiro Zullo

#### Album
- 2009 - E la storia continua... (Fonola Dischi, CD 2140) (con Francesco Zino)
- 2010 - Olidin olidena (Fonola Dischi, CD 2175) (con Francesco Zino)
- 2013 - In famiggia (Trilli Trilli, CD 2013) (con Fabio Milanese)
- 2016 - O Settebello (Neverland Records, CD 02) (da solista)
- 2021 - I Trilli Il cuore di Genova (da solista)